# The Fall of Ideals
The Fall of Ideals – trzeci album studyjny amerykańskiej grupy muzycznej All That Remains.

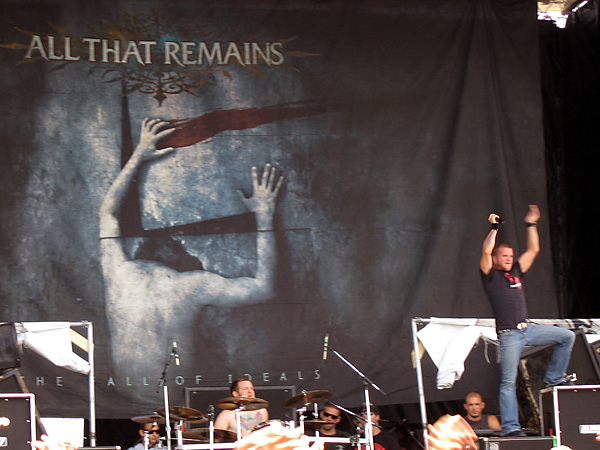
Grupa podczas koncertu promującego płytę (2006). W tle baner przedstawiający okładkę albumu

## Lista utworów
1. "This Calling" – 3:38
2. "Not Alone" – 3:30
3. "It Dwells in Me" – 3:14
4. "We Stand" – 3:47
5. "Whispers (I Hear You)" – 3:39
6. "The Weak Willed" – 4:05
7. "Six" – 3:22
8. "Become the Catalyst" – 3:06
9. "The Air That I Breathe" – 3:34
10. "Empty Inside" – 3:22
11. "Indictment" – 3:42

## Twórcy
- Philip Labonte – śpiew
- Oli Herbert – gitara
- Mike Martin – gitara
- Jeanne Sagan – gitara basowa, fortepian
- Shannon Lucas – perkusja

## Opis
Według autora tekstów Phila Labonte tytuł płyty (pol. upadek ideałów) oznacza znaną mu powszechnie sytuację, gdy przekonania danej osoby są aktualne dopóki jest to komfortowe dla człowieka. Zgodnie z jego wyjaśnieniem ludzie powiadają „wierzę w to” do czasu, aż to za tym wierzeniem trzeba stanąć. Piosenki z albumu uznaje się za podnoszące na duchu i powiewające optymizmem.
Utwór „We Stand” pierwotnie był planowany jako instrumentalny.
Singlowa piosenkę „This Calling”, do której nakręcono teledysk o fabule zbliżonej do horroru, została wykorzystana w ścieżce dźwiękowej do filmów Piła III (2006) i Mistrzowie horroru II (2006).
Około 70% materiału na płytę stworzył Oli Herbert.

## Odbiór
Album dotarł do 75 miejsca na liście Billboard 200. Album został uznany za złotą płytę przez Recording Industry Association of America w Stanach Zjednoczonych, a w 2022 grupa odbyła trasę koncertową w 15. rocznicę wydania tego krążka.